# 実川貴美子
実川 貴美子（じつかわ きみこ、1982年1月26日 - ）は、日本の女優、声優。旧芸名は實川 貴美子。千葉県出身。演劇集団キャラメルボックス所属。以前はネヴァーランド・アーツ、プランダスに所属していた。身長161.5cm。血液型はA型。

## 人物
千葉県立幕張総合高等学校から桐朋学園大学短期大学部芸術科演劇専攻卒業後、2002年演劇集団キャラメルボックスに入団。
2012年5月31日に自身のブログにて改名を発表。旧字体の『實』から『実』になった。
2016年3月8日に自身のブログで結婚した事を発表した。

## 出演

### テレビドラマ
- BARレモン・ハート第3話（2015年、BSフジ）
- Eテレ・ジャッジ女子会プロレス#1 (2016年、Eテレ) - 真美役
- チャンネルはそのまま!（2019年、北海道テレビ（HTV））  - 紅麗子 役
- タリオ 復讐代行の2人 第4話 （2020年、NHK）  - 紅丸花子 役

### テレビその他
- 素晴らしい世界「僕の落とし物」（北海道テレビ（HTB）） - 同劇団の菅野良一・岡内美喜子・多田直人と出演
- ラブ・コレ 東京Love Collection（GyaO） - 美香子 役
- 山日和（インターローカルアワー） - ナレーション

### ラジオドラマ
- マイ・ストーリー
- River Side Cafe#1（2013年、TFM系） - 奥谷美穂子役
- River Side Cafe#12「29歳 アパレル会社勤務」（2013年、TFM系） - 緑役

### ラジオCM
- 日本通運『ワンルームパック昼ドラ編』
- コスモ石油『エコカード基金』
- マクドナルド『イタリアンハーブ編』『カリフォルニアコブ編』『ドライブスルー編』
- フライスター『明治キシリッシュ』
- NTT docomo『小銭がかさばる国のスマホ・「いい財布を持つ女」編』

### WEB CM
- グリコ BifiX1000『おなか姫』(声の出演) - 成人したフローラ役

### 舞台

#### 演劇集団キャラメルボックス
太字は主演・メインキャスト
- 『裏切り御免!』(2002年、あやの) - 岡内美喜子とダブルキャスト
- 『太陽まであと一歩』(2003年、アキラ)
- 『彗星はいつも一人』(2003年、菫)
- 『我が名は虹』(2004年、青葉)
- 『ブラック・フラッグ・ブルーズ』(2004年、砂記) - 岡内美喜子とダブルキャスト
- 『スキップ』(2004年、美也子)
- 『広くてすてきな宇宙じゃないか』(2005年、クリコ)
- 『クロノス』(2005年、久里浜/2015年、蕗来美子)
- 『俺たちは志士じゃない』(2006年、天王寺美咲)
- 『まつさをな』(2007年、春衣)
- 『ハックルベリーにさよならを』(2008年、ケンジ)
- 『容疑者Xの献身』(2009年・2012年、花岡美里)
- 『風を継ぐ者』(2009年、つぐみ)
- 『バイ・バイ・ブラックバード』(2010年、柳瀬ナツカ)
- 『夏への扉』(2011年、リッキィ・ジェントリィ)
- 『銀河旋律』(2011年、はるか) - 岡内美喜子・渡邊安理とトリプルキャスト
- 『降り注ぐ百万粒の雨さえも』(2011年、みい)
- 『隠し剣鬼ノ爪』(2013年、きえ)
- 『ジャングル・ジャンクション』(2013年、アツコ) - 男組キャスト
- 『ケンジ先生』(2013年、トシコ) - 山猫キャスト
- 『ウルトラマリンブルー・クリスマス』(2013年、碧)
- 『ヒトミ』(2014年、ヒトミ)
- 『TRUTH』（2014年、初音）
- 『ブリザード・ミュージック』(2014年、北上)
- 『水平線の歩き方』(2015年、一宮)
- 『君をおくる』(2015年、キミエ)
- 『また逢おうと竜馬は言った』(2016年、さなえ)
- 『彼は波の音がする』(2016年、白浜若菜)
- 『彼女は雨の音がする』(2016年、白浜若菜)
- 『鍵泥棒のメソッド』(2017年、水嶋香苗)

#### 客演
- 『えっと、おいらは誰だっけ？』(2007年)
- 『新・月の影で息継ぎを』(2009年、劇団ドロブラ)
- 『Live,Love,Drive. 死神の精度』(2009年、MINERVA WORKS) - 千葉の同僚
- 『アヒルと鴨のコインロッカー』(2016年）

### テレビアニメ
- 最遊記RELOAD BLAST（2017年、三仏神）
- ブラッククローバー（2018年、キャサリン）

### 吹き替え

#### 映画
- 怪物はささやく - エリザベス・クレイトン役〈フェリシティ・ジョーンズ〉
- ザ・トゥモロー・ワールド - エレナ役
- シェイプ・オブ・ウォーター - エレイン役〈ローレン・リー・スミス〉[3]
- 白い闇の女 - リサ・レン役〈ジェニファー・ビールス〉
- ハイジャッキング - ミシェル役〈ジーナ・フィリップス〉
- リーガル・マインド 〜裏切りの法廷〜

#### ドラマ
- アウトキャスト
- エレメンタリー ホームズ&ワトソン in NY - シャンタル・ミルナー検事補役〈チャステン・ハーモン〉
- ギフテッド 新世代X-MEN誕生 - ケイトリン・ストラッカー役〈エイミー・アッカー〉
- 刑事フォイル - マンディ・ディーン役〈シャーロット・ライリー〉 ※第6シーズン第2話「差別の構図」
- My Dangerous Wife/「僕のヤバイ妻」トルコ版 - セダ役〈ビゲ・オナル〉

#### アニメ
- へそまがり昔話（2018年） - シンデレラ役